# Oncopodura jugoslavica
Oncopodura jugoslavica is een springstaartensoort uit de familie van de Oncopoduridae. De wetenschappelijke naam van de soort is voor het eerst geldig gepubliceerd in 1932 door Absolon & Kseneman.